# Paulina (métro de Chicago)
Pour les articles homonymes, voir Paulina.
 Paulina est une station aérienne de la ligne brune du métro de Chicago située au nord-ouest de la ville dans le quartier de Lakeview, près de Roscoe Village. Elle est située à 600 mètres de Addison au nord-ouest et de Southport au sud.

## Histoire
Elle fut inaugurée le 18 mai 1907 sur la Ravenswood Line par la Northwestern Elevated. 
Le 2 septembre 1973, la Chicago Transit Authority (CTA) décida de fermer la station avant de la rouvrir le 17 octobre de la même année sous la pression des résidents proches de la station. Son service fut néanmoins limité de 6h30 à 18h30 jusqu’au 2 novembre 1987 date à laquelle, elle retrouva les heures d’ouvertures habituelles des autres stations de la ligne brune. 
Paulina a toujours eu une forme plutôt modeste jusqu'à sa rénovation dans le cadre du Brown Line Capacity Expansion Project. Elle fut fermée le 30 mars 2008 afin de reconstruire et d'allonger les quais mais aussi la salle des guichets permettant également un accès plus aisé aux personnes à mobilité réduite. La nouvelle entrée principale (où sont situées deux cages d’ascenseurs) se trouve sur Lincoln Avenue  tandis que l’ancienne entrée de Paulina Street est devenue une voie d’accès auxiliaire. 
Les plates-formes ont été rénovées avec une nouvelle terrasse, balustrades, éclairages et signalisation tandis que les auvents d’origines ont été conservés et remis à neuf dans une couleur brune en rappel de la couleur de la ligne qui dessert Paulina. 
Paulina a été rouverte le 3 avril 2009 et 208 576 passagers y ont transité en 2008.

## Les correspondances avec lebus
Avec les bus de la Chicago Transit Authority :
- #11 Lincoln/Sedgwick

## Dessertes
| Nord/Ouest            |  |             |  | Sud/Est                               |
| --------------------- |  | ----------- |  | ------------------------------------- |
| Addison vers Kimball  |  | ligne brune |  | Southport vers Kimball via Clark/Lake |
| modifier sur Wikidata |  |             |  |                                       |